# Universidad Rockefeller
La Universidad Rockefeller (Rockefeller University) está localizada en la zona este de la isla de Manhattan en Nueva York. Es una universidad pequeña dedicada a las ciencias biomédicas, la más antigua institución de este tipo en el continente americano. El Instituto Rockefeller para la Investigación Médica, precursor de la universidad, fue fundado en 1901 por John D. Rockefeller, quien anteriormente había fundado la Universidad de Chicago. El Instituto cambió su nombre a universidad en 1965 al incluir entre sus fines la enseñanza.

## Premios Nobel
Desde la fundación de la institución en 1901, 26 premios Nobel se han asociado con la universidad. De estos, dos son graduados Rockefeller (Edelman y Baltimore) y seis galardonados son miembros actuales de la facultad Rockefeller (Günter Blobel, Christian de Duve, Paul Greengard, Roderick MacKinnon, Paul Nurse y Torsten Wiesel).
Los galardonados son:
- 2020 Charles M. Rice
- 2011 Ralph M. Steinman
- 2003 Roderick MacKinnon
- 2001 Paul Nurse
- 2000 Paul Greengard
- 1999 Günter Blobel
- 1984 R. Bruce Merrifield
- 1981 Torsten Wiesel
- 1975 David Baltimore
- 1974 Albert Claude
- 1974 Christian de Duve
- 1974 George E. Palade
- 1972 Stanford Moore
- 1972 William H. Stein
- 1972 Gerald M. Edelman
- 1967 H. Keffer Hartline
- 1966 Peyton Rous
- 1958 Joshua Lederberg
- 1958 Edward L. Tatum
- 1953 Fritz Lipmann
- 1946 John H. Northrop
- 1946 Wendell M. Stanley
- 1944 Herbert S. Gasser
- 1930 Karl Landsteiner
- 1912 Alexis Carrel

Premio Príncipe de Asturias
- 1994 Manuel Elkin Patarroyo

El neurobiólogo mexicano Arturo Álvarez Buylla, quien obtuvo su doctorado en Ciencias en 1988 de la Universidad Rockefeller, ha sido galardonado con el Premio Príncipe de Asturias de Investigación Científica y Técnica 2011.